# Kanton Toulouse-9
Toulouse-9 is een kanton van het Franse departement Haute-Garonne. Het kanton maakt deel uit van het arrondissement Toulouse.

## Gemeenten
Het kanton Toulouse-9 omvatte tot 2014 de volgende gemeenten:
- Ramonville-Saint-Agne
- Toulouse (deels, hoofdplaats)

Het kanton omvat de volgende delen van de stad Toulouse:
- La Terrasse
- Montaudran
- Pont des Demoiselles
- Route de Revel
- Sauzelong

Na de herindeling van de kantons door het decreet van 13 februari 2014, met uitwerking op 22 maart 2015, omvat het kanton volgende gemeenten:
- Saint-Jean
- Toulouse (oostelijk deel)
- L'Union